# Santi Pietro e Paolo (Itala)

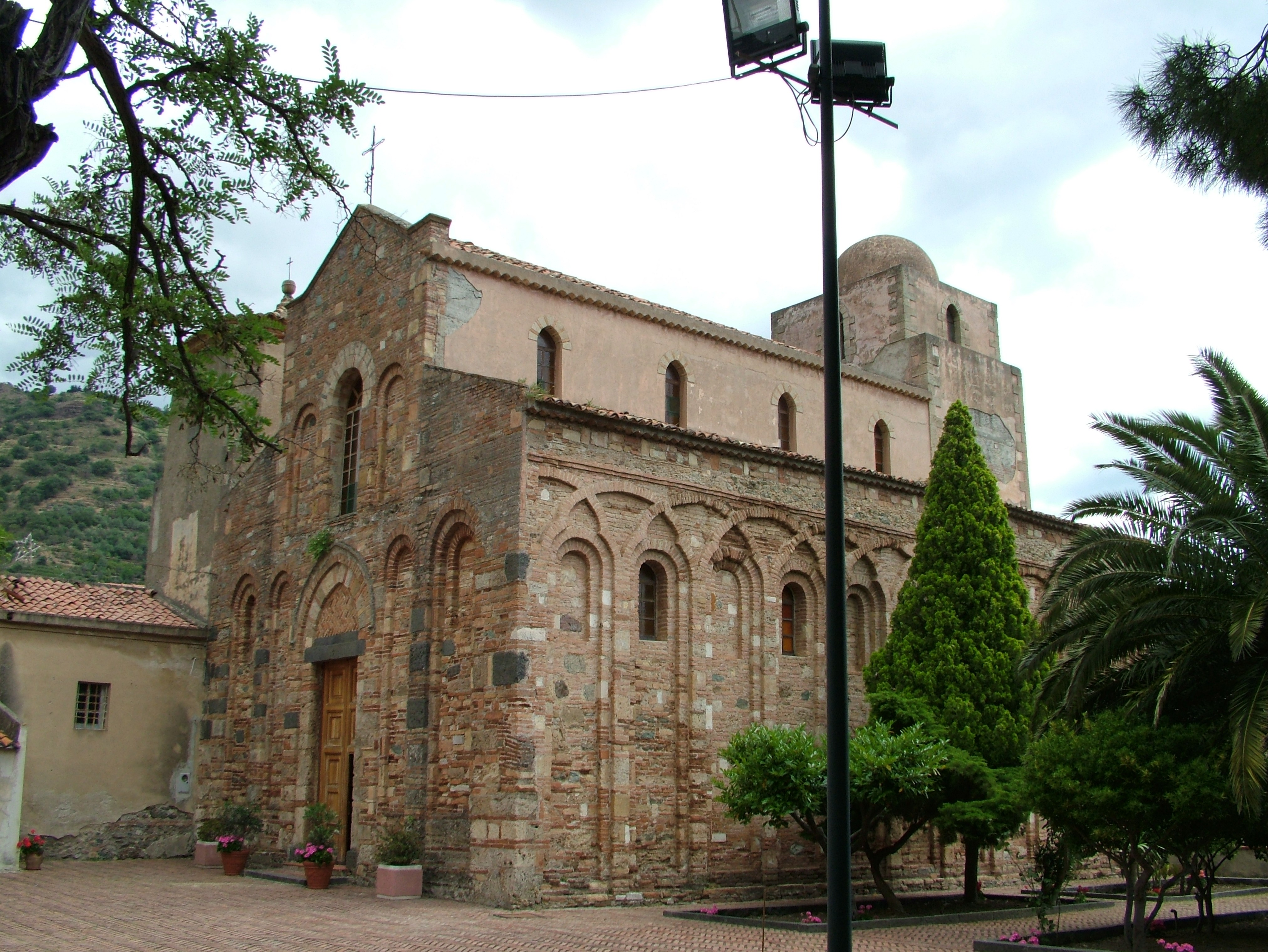
SS Pietro e Paolo

Santi Pietro e Paolo in Itala auf Sizilien ist ein Kirchengebäude aus der Normannenzeit.

## Geschichte
Die Normannenkirche wurde 1093 im Auftrag von Roger I. nach einem Sieg über die Araber errichtet und dem Basilianerorden zugewiesen.

## Gebäude
Der Außenbau ist mit verschränkten Bogenfriesen verziert. Der Kircheninnenraum ist durch Spitzbogenarkaden dreischiffig gegliedert. Das Gebäude wurde 1930 restauriert, die Kuppel rekonstruiert.